# Walk Right Back
Walk Right Back er det tiende studiealbum fra den danske pop/rock duo Brødrene Olsen, der udkom den 30. april 2001 på CMC. Albummet er produceret i samarbejde med Stig Kreutzfeldt, som Brødrene Olsen første gang arbejdede sammen med på deres fjerde album, Back on the Tracks (1976). Om albummet har Jørgen Olsen udtalt: "Vi håber, det ligger melodimæssigt i 60er-traditionen og produktionen i 2001. Vi vedkender os gerne at høre til den tradition, hvor der skulle være et versestykke og et refrain. Det skulle gerne sige klask. Ellers var melodien ikke noget værd. Det er vores tradition". Walk Right Back har solgt 100.000 eksemplarer i Danmark.
Brødrene Olsen optrådte med "Fly on the Wings of Love" og albummets første single, "Walk Right Back" ved åbningen af Eurovision Song Contest 2001 i Parken.

## Spor
| #   | Titel                          | Sangskriver(e)                    | Længde |
| --- | ------------------------------ | --------------------------------- | ------ |
| 1.  | "Walk Right Back"              | Jørgen Olsen                      | 2:56   |
| 2.  | "Beautiful Angel"              | J. Olsen                          | 3:31   |
| 3.  | "Forever"                      | J. Olsen, Stig Kreutzfeldt        | 3:09   |
| 4.  | "Do You Wanna Dance"           | J. Olsen                          | 3:04   |
| 5.  | "True to Your Love"            | J. Olsen                          | 3:30   |
| 6.  | "I Only Want to See You Again" | J. Olsen                          | 3:55   |
| 7.  | "Look Up Look Down"            | J. Olsen                          | 3:26   |
| 8.  | "Marie Marie"                  | J. Olsen                          | 3:36   |
| 9.  | "Shine on Shine"               | J. Olsen                          | 3:49   |
| 10. | "Go East Go West"              | Kreutzfeldt, Niels "Noller" Olsen | 3:51   |
| 11. | "Music Is My Only Friend"      | J. Olsen                          | 3:06   |

## Hitlister

### Ugentlige hitlister
| Hitliste (2001)             | Højeste placering |
| --------------------------- | ----------------- |
| Danmark (Album Top-40)      | 2                 |
| Norge (VG-lista)            | 22                |
| Sverige (Sverigetopplistan) | 2                 |
| Tyskland (Media Control)    | 78                |

### Årslister
| Hitliste (2001) | Placering |
| --------------- | --------- |
| Danmark         | 27        |